# Franciszek Stefan Humnicki
Franciszek Stefan Humnicki herbu Gozdawa (zm. w 1787 roku) – chorąży przemyski w latach 1769–1780, stolnik przemyski w latach 1765–1769, podczaszy przemyski  w latach 1757–1765, łowczy przemyski w latach 1754–1757, skarbnik sanocki w 1754 roku, sędzia kapturowy ziemi przemyskiej w 1764 roku, chorąży chorągwi husarskiej wojewody ruskiego Augusta Aleksandra Czartoryskiego w 1760 roku.
Jako poseł z ziemi przemyskiej 29 kwietnia 1761 roku zerwał sejm nadzwyczajny.